# Gert Messiaen
Gert Messiaen (6 augustus 1978) is een Belgische voormalige atleet, die zich had toegelegd op het verspringen. Hij werd tienmaal Belgisch kampioen.

## Biografie
Messiaen werd tussen 2000 en 2007 zevenmaal Belgisch indoorkampioen verspringen. In 2004, 2005 en 2007 pakte hij ook outdoor de Belgische titel. In 2008 stopte hij met atletiek. Hij was aangesloten bij Racing Gent.

## Belgische kampioenschappen
Outdoor
| Onderdeel   | Jaar             |
| ----------- | ---------------- |
| verspringen | 2004, 2005, 2007 |

Indoor
| Onderdeel   | Jaar                                     |
| ----------- | ---------------------------------------- |
| verspringen | 2000, 2001, 2002, 2004, 2005, 2006, 2007 |

## Persoonlijke records
Outdoor
| Onderdeel   | Prestatie | Datum       | Plaats             |
| ----------- | --------- | ----------- | ------------------ |
| verspringen | 7,70 m    | 13 mei 2001 | Naimette-Xhovémont |

Indoor
| Onderdeel   | Prestatie | Datum            | Plaats |
| ----------- | --------- | ---------------- | ------ |
| verspringen | 7,72 m    | 23 februari 2002 | Gent   |

## Palmares

### verspringen
- 1998:  BK AC indoor – 7,46 m
- 2000:  BK AC indoor – 7,35 m
- 2000:  BK AC – 6,98 m
- 2001:  BK AC indoor – 7,69 m
- 2001:  BK AC – 7,43 m
- 2002:  BK AC indoor – 7,64 m
- 2002:  BK AC – 7,38 m
- 2003:  BK AC – 7,52 m
- 2004:  BK AC indoor – 7,56 m
- 2004:  BK AC – 7,41 m
- 2005:  BK AC indoor – 7,48 m
- 2005:  BK AC – 7,57 m
- 2006:  BK AC indoor – 7,59 m
- 2006:  BK AC – 7,64 m
- 2007:  BK AC indoor – 7,49 m
- 2007:  BK AC – 7,36 m

### hink-stap-springen
- 2008:  BK AC – 14,41 m